# Compus de zece tetraedre
În geometrie compusul din zece tetraedre este unul dintre cei cinci compuși poliedrici regulați. Acest poliedru poate fi considerat fie o stelare a icosaedrului, fie ca un compus. Acest compus a fost descris pentru prima dată de Edmund Hess în 1876.
Poate fi considerat și o fațetare a unui dodecaedru regulat.
Are indicele de compus uniform UC06 și indicele Wenninger 25.

## Compusul

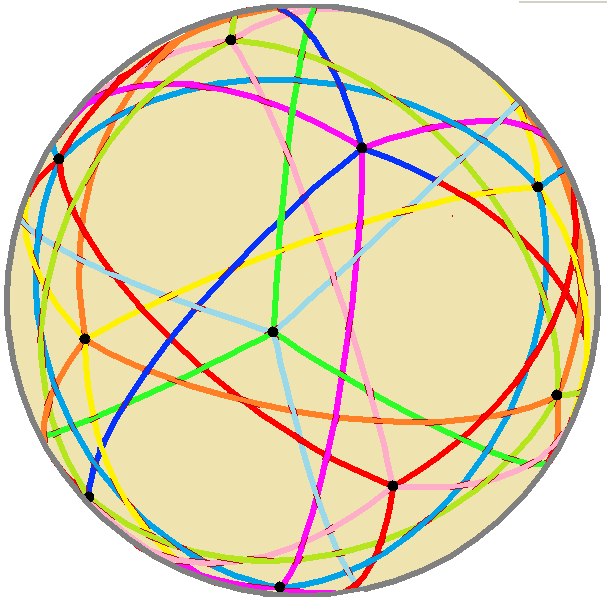
Ca pavare sferică

Este un compus poliedric din zece tetraedre și are simetrie icosaedrică completă (Ih). Este unul dintre cei cinci compuși regulații construiți din poliedre platonice identice.
Are aceeași configurație a vârfurilor ca și dodecaedrul.
Compusul de cinci tetraedre reprezintă două jumătăți chirale ale acestui compus (deci poate fi considerat un „compus de doi compuși de cinci tetraedre”).
Poate fi construit din compusul de cinci cuburi prin înlocuirea fiecărui cub cu o stella octangula care are aceleași vârfuri cu cubul (deci poate fi considerat un „compus din cinci compuși de două tetraedre”).
Are o densitate mai mare decât 1.

## Mărimi asociate

### Coordonate carteziene
Coordonatele carteziene ale vârfurilor acestui compus sunt date de: 
{\displaystyle \left(\,\pm {\frac {\sqrt {2}}{4}},\,\pm {\frac {\sqrt {2}}{4}},\,\pm {\frac {\sqrt {2}}{4}}\,\right)},
plus toate permutările lui:
{\displaystyle \left(\,\pm {\frac {{\sqrt {2}}+{\sqrt {10}}}{8}},\,\pm {\frac {{\sqrt {10}}-{\sqrt {2}}}{8}},\,0\,\right)}.

### Volum
Următoarea formulă pentru volum V este stabilită pentru lungimea laturilor tuturor poligoanelor (care sunt regulate) a:
{\displaystyle V={\frac {5{\sqrt {2}}}{6}}\,a^{3}\approx 1,178511~a^{3}.}

## Ca stelare
Compusul de zece tetraedre poate fi considerat o stelare a icosaedrului.

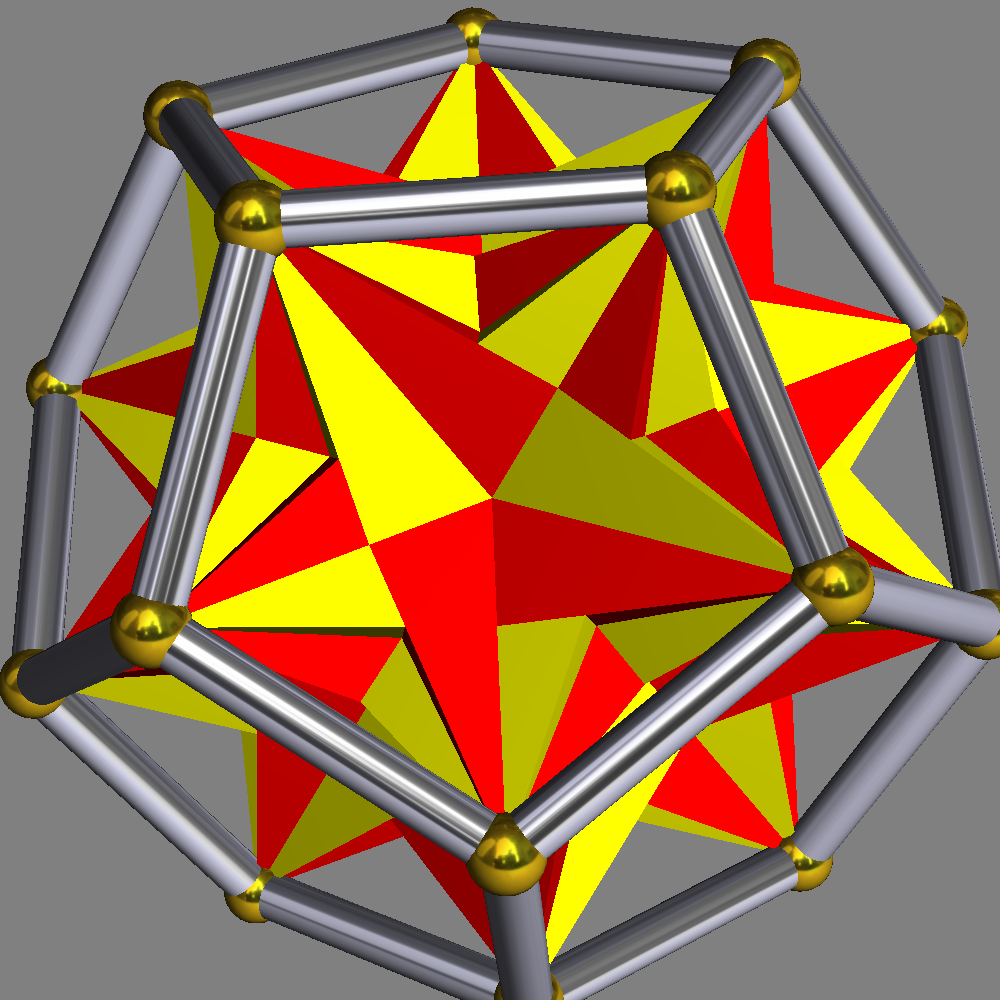
Compusul de zece tetraedre în dodecaedru

| Diagrama stelării | Nucleul stelării | Anvelopa convexă |
| ----------------- | ---------------- | ---------------- |
|                   | icosaedru        | dodecaedru       |

## Ca fațetare
Este o fațetare a dodecaedrului, cum se vede din imaginea alăturată. Pentagramele concave pot fi observate pe compus în poziția fețelor pentagonale ale dodecaedrului.

## Ca poliedru simplu
Dacă este tratat ca un poliedru simplu, neconvex fără suprafețe care se intersectează, are 180 de fețe (120 de triunghiuri și 60 de patrulatere concave), 122 de vârfuri (60 de gradul 3, 30 de gradul 4, 12 de gradul 5 și 20 de gradul 12), și 300 de muchii, având o caracteristică Euler de {\displaystyle 122-300+180=+2.}